# Kevin B. Thomas
Kevin B. Thomas (nascido em 1936) é um crítico de cinema americano. Ele começou a escrever resenhas de filmes para o Los Angeles Times de 1962 a 2005. Seu longo serviço fez dele o crítico de cinema mais antigo entre os principais jornais dos Estados Unidos.
Thomas era conhecido por dar críticas bastante positivas em comparação com outros críticos, e certamente menos crítico que Kenneth Turan, que ingressou no Los Angeles Times em 1991.
Em 2003, a Associação Nacional de Jornalistas Lésbicos e Gays concedeu a Thomas um Prêmio de Realização Vitalícia.
Thomas também ocupa uma posição honorária no Conselho Consultivo da GALECA: The Society of LGBTQ Entertainment Critics e seus Dorian Awards.
Thomas nasceu em Los Angeles em 1936. Ele obteve um diploma de bacharel na Gettysburg College em 1958 e um mestrado na Universidade Estadual da Pensilvânia em 1960.